# Nuova Zelanda
La Nuova Zelanda (in inglese New Zealand; in maori Aotearoa) è uno stato insulare dell'Oceania, posto nell'Oceano Pacifico meridionale, formato dall'Isola del Nord, l'Isola del Sud, l'Isola Stewart e dai 6 arcipelaghi delle Isole Auckland, Isole degli Antipodi, Isole Bounty, Isole Campbell, Isole Chatham e Isole Kermadec. Il mar di Tasman la separa dall'Australia, situata circa 2000 km a nord-ovest; conta poco più di 5 milioni di abitanti (al 2021), distribuiti su 267710 km² (comprese le Isole degli Antipodi, Auckland, Bounty, Campbell, Chatham e Kermadec); la capitale, che è anche la città a svolgere questo ruolo più a sud del mondo, è Wellington, mentre la città più popolosa è Auckland. La vetta più alta è il Monte Cook.

## Etimologia

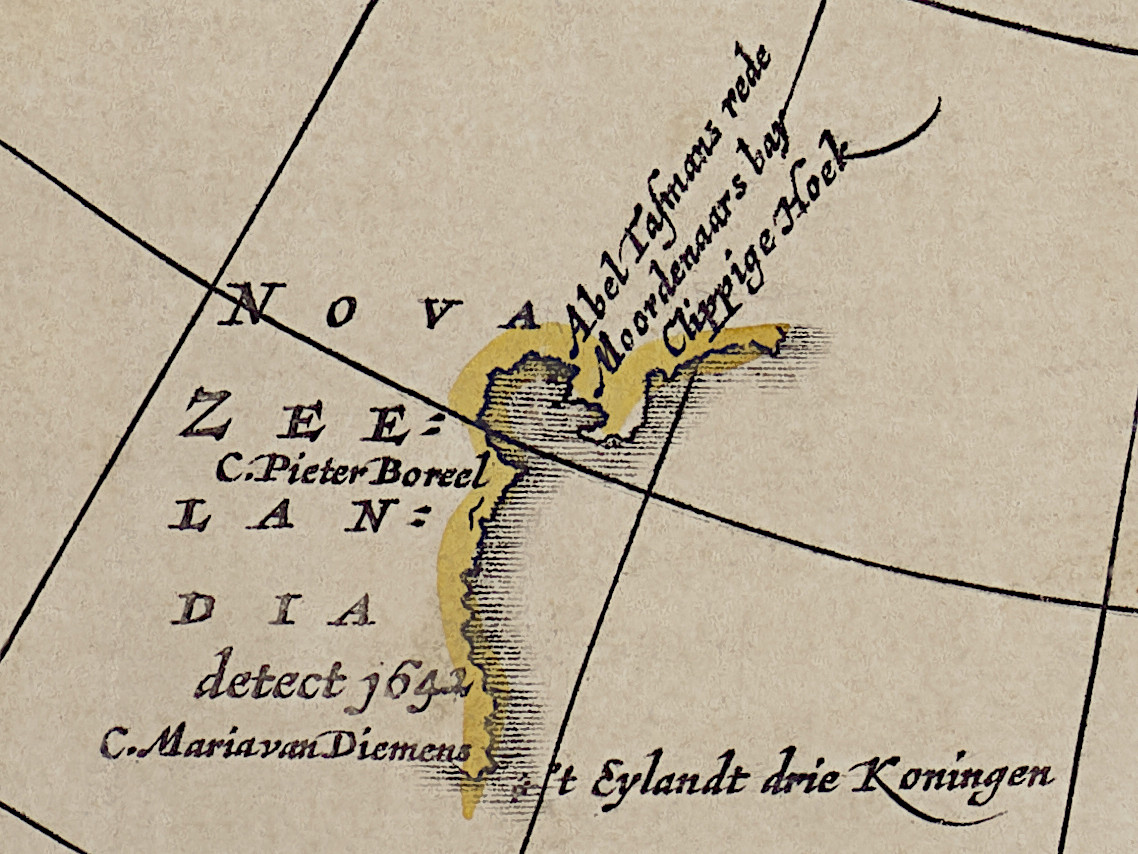
Dettaglio di una mappa del 1666 che mostra la costa occidentale della Nova Zeelandia (su questa mappa, il nord è in basso)

Il primo visitatore europeo della Nuova Zelanda, l'esploratore olandese Abel Tasman, chiamò le isole Terra di Staten, credendo che facessero parte dello Staten Landt che Jacob Le Maire aveva avvistato al largo dell'estremità meridionale del Sud America. L'anno successivo, nel 1643, Hendrik Brouwer dimostrò che la terra sudamericana era solo una piccola isola e i cartografi olandesi successivamente ribattezzarono la scoperta di Tasman Nova Zeelandia dal latino, come riferimento alla provincia olandese della Zelanda . Questo nome fu poi adattato in Nuova Zelanda .
Questo nome appariva come Nu Tireni nella lingua Māori (scritto Nu Tirani in Te Tiriti o Waitangi). Nel 1834, un documento scritto in Māori e intitolato " He Wakaputanga o te Rangatiratanga o Nu Tireni " fu tradotto in inglese ed è diventato la Dichiarazione di Indipendenza della Nuova Zelanda . Fu preparato dalle Te W(h)akaminenga o Nga Rangatiratanga o Nga Hapu o Nu Tireni, le Tribù Unite della Nuova Zelanda, e una copia fu inviata al re Guglielmo IV che aveva già riconosciuto la bandiera delle Tribù Unite della Nuova Zelanda, e che riconobbe la dichiarazione in una lettera di Lord Glenelg.
Aotearoa (spesso tradotto 'terra della lunga nuvola bianca') è l'attuale nome māori della Nuova Zelanda. Non sappiamo se i māori avessero un nome per chiamare l'intera isola prima dell'arrivo degli europei; Aotearoa in origine si riferiva soltanto all'Isola del Nord. I māori avevano diversi nomi tradizionali per le due isole principali, inclusi Te Ika-a-Māui ('il pesce di Māui) per l'Isola del Nord e Te Waipounamu ('le acque di pietra verde') o Te Waka o Aoraki ('la canoa di Aoraki) per l'Isola del Sud. Le primissime mappe europee dividevano le isole in Isola del Nord, Isola Centrale e Isola del Sud.
Nel 1830, i cartografi iniziarono a usare "Nord" e "Sud" sulle loro mappe per distinguere le due isole più grandi e, nel 1907, questa era la norma accettata. Il New Zealand Geographic Board ha scoperto nel 2009 che i nomi dell'Isola del Nord e dell'Isola del Sud non erano mai stati formalizzati. Così, i nomi e i nomi alternativi sono stati formalizzati nel 2013. Ad oggi, le isole sono: Isola del Nord o Te Ika-a-Māui e Isola del Sud o Te Waipounamu  Per ogni isola può essere utilizzato il nome inglese, quello māori oppure entrambi insieme. Allo stesso modo, il nome māori e quello inglese per l'intero paese sono talvolta utilizzati insieme (Aotearoa New Zealand); Tuttavia, quest'ultimo non ha alcun riconoscimento ufficiale.

## Storia
I primi insediamenti umani in Nuova Zelanda risalgono a circa sette secoli fa, quando altri gruppi, probabilmente in una serie di ondate successive, vi giunsero tra il 1000 e il 1300 d.C. Nei secoli successivi, essi svilupparono una cultura propria fino a forgiare l'identità del popolo māori. La popolazione era suddivisa in sottogruppi detti hapu, a volte alleati, a volte in lotta fra loro. In epoca successiva, un nucleo di māori lasciò la Nuova Zelanda alla volta delle isole Chatham, dando così vita a un'altra nuova cultura nota come moriori (vittima, a partire dal 1835, di un genocidio perpetrato dai maori). Secondo la tradizione, fu Kupe, leggendario navigatore, che scoprì le Isole della Nuova Zelanda dove poi migrarono, dal IX secolo, le popolazioni māori.
I primi europei a visitare l'arcipelago furono gli olandesi della spedizione guidata da Abel Tasman nel 1642. Molti membri dell'equipaggio vennero uccisi dai Māori e l'esito della spedizione fu tenuto segreto per evitare eventuali insediamenti della rivale Compagnia britannica delle Indie orientali. Gli europei non fecero ritorno sulle isole fino all'arrivo dell'esploratore britannico James Cook, che visitò queste terre durante il suo primo viaggio del 1768-71. Cook sbarcò in Nuova Zelanda nel 1769 e mappò gran parte delle coste. Qualche giorno dopo di lui, il francese Jean-François de Surville esplorò anch'egli il nord della Nuova Zelanda.
Dopo la spedizione di Cook, molte altre navi europee e americane sbarcarono sulle isole. Gli europei erano soliti commerciare coi nativi, cedendo cibo europeo, armi e utensili in metallo in cambio di acqua fresca e cibo locale. L'introduzione della patata e del moschetto ebbe un notevole impatto sulla società māori. In particolare, l'uso dei moschetti modificò i rapporti di forza tra le varie tribù, portando alle cosiddette "guerre del moschetto". Inoltre, a partire dagli inizi del XIX secolo, diverse missioni cristiane si stabilirono nel paese, convertendo gran parte dei Māori.
Preoccupato dalle mire espansionistiche francesi e dal modo disordinato con cui i bianchi stavano colonizzando le nuove terre, il governo britannico decise di inviare in Nuova Zelanda William Hobson, al fine di reclamare la sovranità britannica e stipulare un trattato con i nativi. Fu così che dal 1788 al 1840 la Nuova Zelanda fece formalmente parte del Nuovo Galles del Sud. La vera svolta fu determinata dal trattato di Waitangi, stipulato nella baia delle Isole il 6 febbraio 1840. Malgrado le discordie e i dubbi che si hanno sulle versioni in lingua māori e in inglese, tale trattato è considerato l'atto costitutivo della nazione neozelandese nonché una garanzia dei diritti dei māori. In particolare, Hobson scelse inizialmente Okiato come capitale della nuova colonia, per poi trasferirsi ad Auckland nel 1841.
A partire dal 1840 consistenti ondate di coloni europei giunsero in Nuova Zelanda. I Māori, inizialmente, si mostrarono desiderosi di commerciare con i bianchi (da loro chiamati pakeha) e, proprio grazie a questo tipo di attività, diverse tribù riuscirono ad arricchirsi. La situazione cominciò però a peggiorare quando, di fronte alla crescita degli insediamenti dei bianchi (stimolata dalla scoperta dell'oro, avvenuta nel 1861), i Māori cominciarono a temere di perdere il controllo della loro terra. Tali contrasti portarono alle cosiddette guerre māori, combattute tra gli anni sessanta e settanta dell'Ottocento e che causarono ai Māori la perdita della gran parte delle loro terre.
Nel 1854 venne insediato il primo parlamento neozelandese, cosa che rappresentò il primo passo verso l'autonomia del paese (tant'è che ormai, verso la fine del secolo, la Nuova Zelanda poteva dirsi completamente autonoma dalla madrepatria). Nel frattempo, nel 1863, il primo ministro Alfred Domett fece sì che la capitale venisse trasferita in una località sullo stretto di Cook, probabilmente al fine di impedire che l'Isola del Sud diventasse una colonia separata. Alcuni commissari australiani - scelti per la loro neutralità - candidarono a questo ruolo Wellington, grazie alla sua posizione centrale e al suo porto. Fu così che il parlamento vi si insediò ufficialmente nel 1865. Nel 1893 la Nuova Zelanda si distinse quale primo paese al mondo a riconoscere il diritto di voto alle donne. Sempre in quel periodo, si ebbero diverse nazionalizzazioni e l'istituzione della pensione di vecchiaia: provvedimenti, questi, che diedero alla Nuova Zelanda una delle più avanzate legislazioni sociali del tempo.
Il 26 settembre 1907 la Nuova Zelanda acquisì lo status di dominion, per poi diventare completamente indipendente nel 1947, anno in cui venne ratificato lo Statuto di Westminster del 1931 (va però detto che già da molto tempo la Gran Bretagna aveva cessato di esercitare un ruolo attivo nel governo dell'ormai ex-colonia). Visti i legami con la Gran Bretagna, l'economia neozelandese sperimentò notevoli difficoltà durante la Grande depressione. Ciò portò alla formazione del primo governo laburista, il quale optò per la creazione di un vasto welfare state e di un'economia orientata al protezionismo. Va inoltre aggiunto che la Nuova Zelanda, vista la forte impronta lasciata dai coloni europei, si dimostrò sempre un membro fedele dell'Impero britannico. Contingenti neozelandesi combatterono durante la seconda guerra boera e durante le due guerre mondiali; il governo neozelandese, infine, appoggiò quello britannico durante la crisi di Suez. In particolare, la partecipazione alla prima guerra mondiale valse al paese il mandato sulle Samoa occidentali e su Nauru.
La Nuova Zelanda partecipò, inoltre, alla guerra di Corea del 1950-1953, tra le forze ONU ed entrò, nel 1955, nell'SEATO. Nel 1961, vennero accolte le richieste di indipendenza delle isole Samoa occidentali. Nel 1965 le truppe neozelandesi furono inviate in appoggio al governo del Vietnam del Sud, durante la guerra del Vietnam.
Dal punto di vista economico, il periodo successivo alla seconda guerra mondiale fu di grande prosperità per la Nuova Zelanda; proprio in quel momento, tuttavia, cominciarono a manifestarsi alcune pressanti questioni sociali. In primo luogo, i Māori incominciarono a trasferirsi nelle città in cerca di occupazione. Nel frattempo, gli stessi Māori cominciarono a sperimentare un risveglio della loro cultura ed a protestare sostenendo il mancato rispetto del trattato di Waitangi. Nel 1975 si istituì un tribunale per indagare sulle presunte infrazioni del trattato. Nel frattempo i tradizionali legami economici con la Gran Bretagna cominciarono ad allentarsi a causa dell'ingresso di quest'ultima nella Comunità economica europea. Numerosi cambiamenti economici e sociali si verificarono nel corso degli anni ottanta durante il quarto governo laburista della storia del paese, soprattutto grazie all'allora ministro delle Finanze Roger Douglas (tant'è che solitamente le trasformazioni di quel periodo sono note come "Rogernomics").

## Geografia
La Nuova Zelanda ha una forma lunga e stretta. Si estende per oltre 1600 km sul suo asse nord-nord-est; in entrambe le isole la costa occidentale non dista più di 400 km da quella orientale. Lo stretto di Cook (che separa le due isole) è largo 22 km nel punto in cui le coste sono più vicine.

### Morfologia

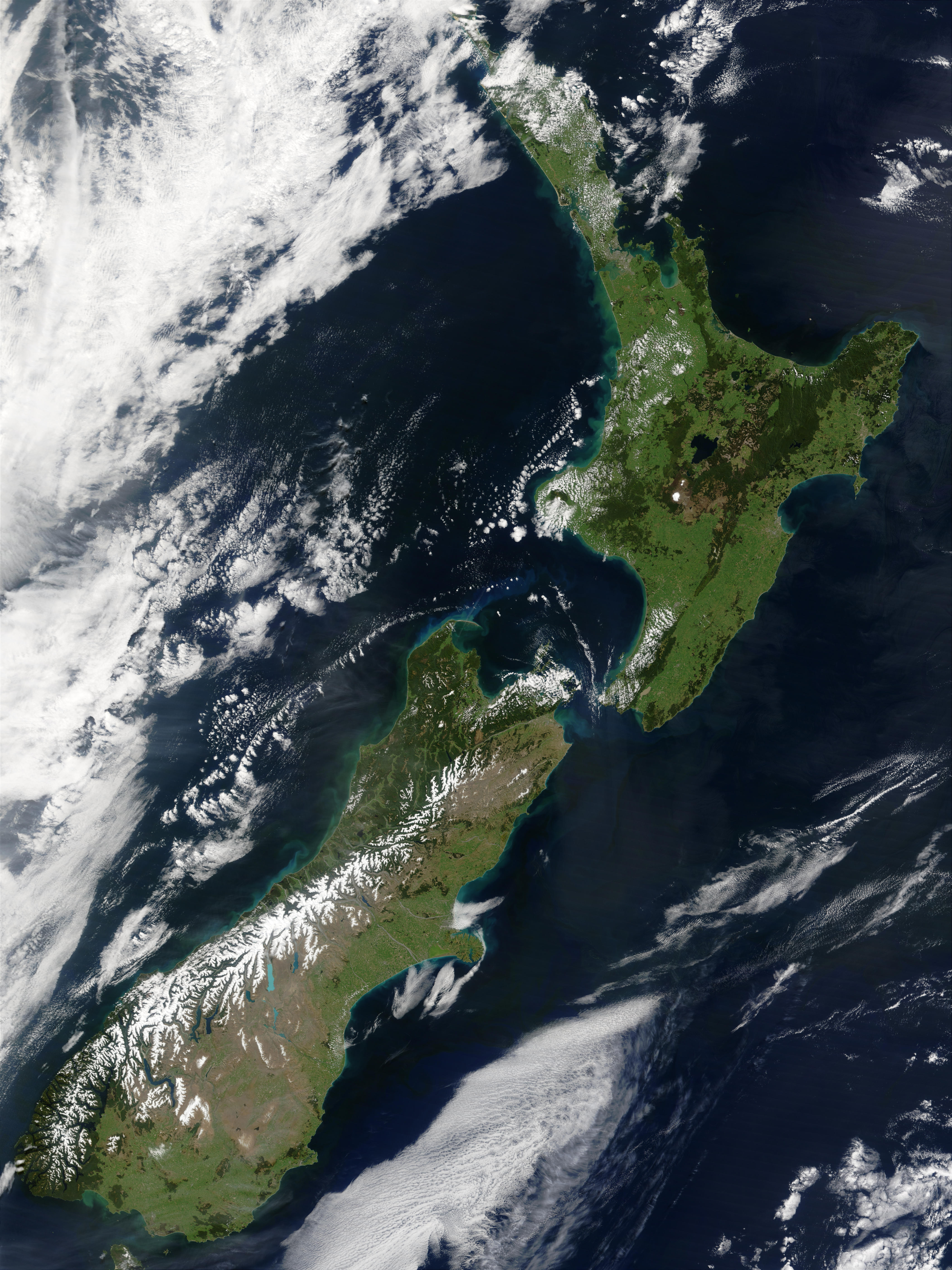
Immagine satellitare della Nuova Zelanda.

Dal punto di vista fisico la Nuova Zelanda è un arcipelago formato da due grandi isole
(Isola del Nord e Isola del Sud), divise dallo stretto di Cook, e da molte altre isole minori, in gran parte disabitate: l'Isola Stewart, la terza per estensione, più le cosiddette Isole esterne, ovverosia 9 arcipelaghi minori, 5 dei quali (a loro volta chiamati Isole sub-antartiche neozelandesi) sono un patrimonio dell'umanità dell'UNESCO.
Entrambe le isole sono attraversate da catene montuose; l'Isola del Sud dalle Alpi meridionali e l'Isola del Nord da catene di minore altezza. Il Monte Cook (o Aoraki in lingua māori, ovvero "che trapassa le nubi") con i suoi 3754 m è la vetta più alta del paese ed è situata al centro delle Alpi neozelandesi. La Nuova Zelanda è ancora ricca di molti vulcani attivi ed è una zona con un rischio sismico molto elevato. La costa la cui lunghezza complessiva è 15134 km è frastagliata nell'Isola del Nord mentre in quella del sud si presenta più regolare.

### Idrografia
Il territorio presenta numerosi corsi d'acqua che nascono dai rilievi, che sono però per la maggior parte molto brevi e discontinui, difficili da navigare: infatti sono frequentemente interposti, nel corso del fiume, laghi (spesso di origine vulcanica come il lago Taupo) e cascate.

### Clima
La latitudine della Nuova Zelanda (da 34 a 47° S) corrisponde all'incirca a quella dell'Italia, nell'emisfero boreale. Tuttavia il fatto di essere in mezzo all'oceano rende il clima diverso da quello italiano. Le piogge sono più intense e frequenti, poiché essendo un'isola risulta naturalmente più esposta a venti oceanici e precipitazioni. In generale, comunque, il clima è temperato e marittimo, con temperature raramente minori di 0 °C e maggiori di 30 °C. La minima temperatura registrata in Nuova Zelanda fu di −21,6 °C (a Otago), mentre la massima fu di 42,4 °C (a Rangiora).
Fra le maggiori città, Christchurch è la più asciutta, con solo 640 mm di acqua all'anno. Auckland, la città più piovosa, ne riceve invece quasi il doppio.
Auckland, Wellington e Christchurch ricevono comunque una media di oltre 2 000 ore di sole all'anno. La parte meridionale dell'isola del Sud ha un clima più fresco e perturbato, con circa 1 400 – 1 600 ore di sole, mentre la parte settentrionale dell'isola del Sud è la parte più soleggiata e riceve circa 2 400 – 2 500 ore di sole all'anno.

### Città principali

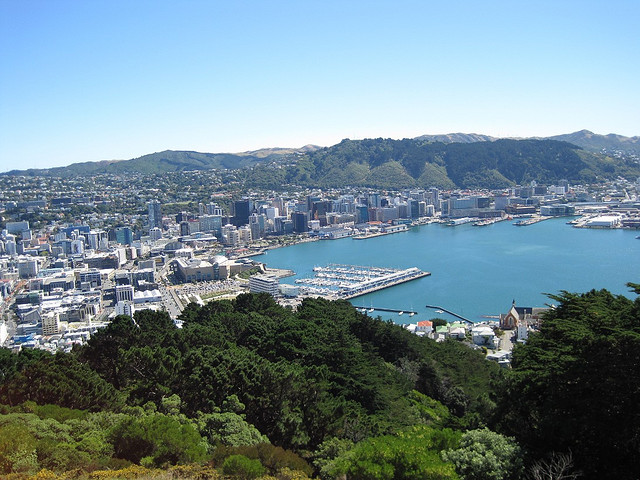
Veduta di Wellington, la capitale.

Le città principali sono: Wellington, Christchurch, Auckland, Dunedin, Hamilton.

### Similitudini con l'Italia
Curiosamente, la Nuova Zelanda ha una forma "a stivale" speculare a quella dell'Italia, nell'opposto emisfero australe. Dal South Cape neozelandese alla zona a nord di Auckland, c'è quasi l'esatta distanza che esiste in Italia tra il confine nord del Trentino-Alto Adige e Capo Passero in Sicilia, e quasi la stessa opposta latitudine (tra i 47 e i 36 gradi) su opposti emisferi, una a Sud e l'altra Nord. La superficie complessiva neozelandese è simile a quella italiana, anche se inferiore, e pone la Nuova Zelanda al 76º posto tra gli Stati per estensione, contro il 72° occupato dall'Italia.

## Società

### Popolazione
Al giugno 2016, la popolazione della Nuova Zelanda era stimata in 4 690 000 residenti, con un incremento annuo del 2,1% circa. Il 73,0% degli abitanti si concentra nelle diciassette aree urbane con più di 30 000 residenti e il 53,8% vive nei quattro maggiori agglomerati, Auckland, Christchurch, Wellington e Hamilton. La speranza di vita nel 2012 era di 84 anni per le donne e di 81,61 anni per gli uomini. Grazie al tasso di fecondità di 2,1, piuttosto alto per un paese sviluppato, la popolazione è relativamente giovane, con il 20% di abitanti sotto i 15 anni. Tuttavia si prevede per i prossimi decenni un progressivo invecchiamento: si stima che nel 2050 i residenti potrebbero ammontare a 5,3 milioni, ma l'età media passerebbe da 36 a 43 anni e la percentuale di persone sopra i 59 anni crescerebbe dal 18% al 29%. Per quanto riguarda la qualità della vita, le città neozelandesi occupano le prime posizioni nelle classifiche mondiali. Ad esempio, secondo il Mercer Quality of Living Survey del 2018, Auckland è la terza città più vivibile del mondo e Wellington la quindicesima. La Nuova Zelanda è il paese con il rapporto pecore-abitanti più alto al mondo con ben 5,6 pecore ogni 1 abitante.

### Etnie
In base al censimento del 2023, la popolazione della Nuova Zelanda è per il 67,8% di origine europea, principalmente inglese e scozzese, ma con consistenti minoranze tedesche, olandesi e italiane. Il 19,6% della popolazione è di etnia maori. Gli altri indigeni di etnia polinesiana sono l'8,9%, mentre gli asiatici sono il 17,3%. Non deve stupire il fatto che la somma delle percentuali superi il 100%, poiché molti neozelandesi si ritengono appartenenti a più di un'etnia.

### Religione
Secondo il censimento del 2013, il 55,0% dei neozelandesi si dichiara religioso, di cui il 49,0% si identifica come cristiano (in continuo declino dal 54,16% nel 2006, a sua volta dal 58,92% nel 2001). Un 41,9% (in continua ascesa: 34,65% nel 2006 e 29,64% nel 2001) indica di non credere in alcuna religione. I maggiori gruppi cristiani erano, per numero di aderenti, il cattolicesimo (12,6%), l'anglicanesimo (11,8%), il presbiterianesimo (8,5%) e altri cristiani non identificantisi in alcuna denominazione precisa (5,5%). Le religioni māori Ringatū e Rātana (1,4%) sono di origine cristiana. L'immigrazione e i cambiamenti demografici dell'ultima parte del XX secolo e nel XXI secolo hanno contribuito alla crescita di religioni di minoranza, come l'induismo (2,1%), il buddismo (1,5%), l'islam (1,2%) e il sikhismo (0,5%).

### Lingue
Vi sono tre lingue ufficiali: inglese, māori e lingua dei segni neozelandese (NZSL).

### Ordinamento scolastico
Tasso di alfabetizzazione: 100%.

Studenti universitari: 162 350.
La scuola primaria, o elementare, è per bambini da circa 5 a circa 11 anni. L’istruzione è suddivisa in tre cicli: infantile, biennale, quinquennale.

Università: Otago (Dunedin, 1869), Canterbury (Christchurch, 1873), Victoria (Wellington, 1897), Auckland (1957), Massey (Palmerston North. 1963), Waikato (Hamilton, 1964).

#### Università

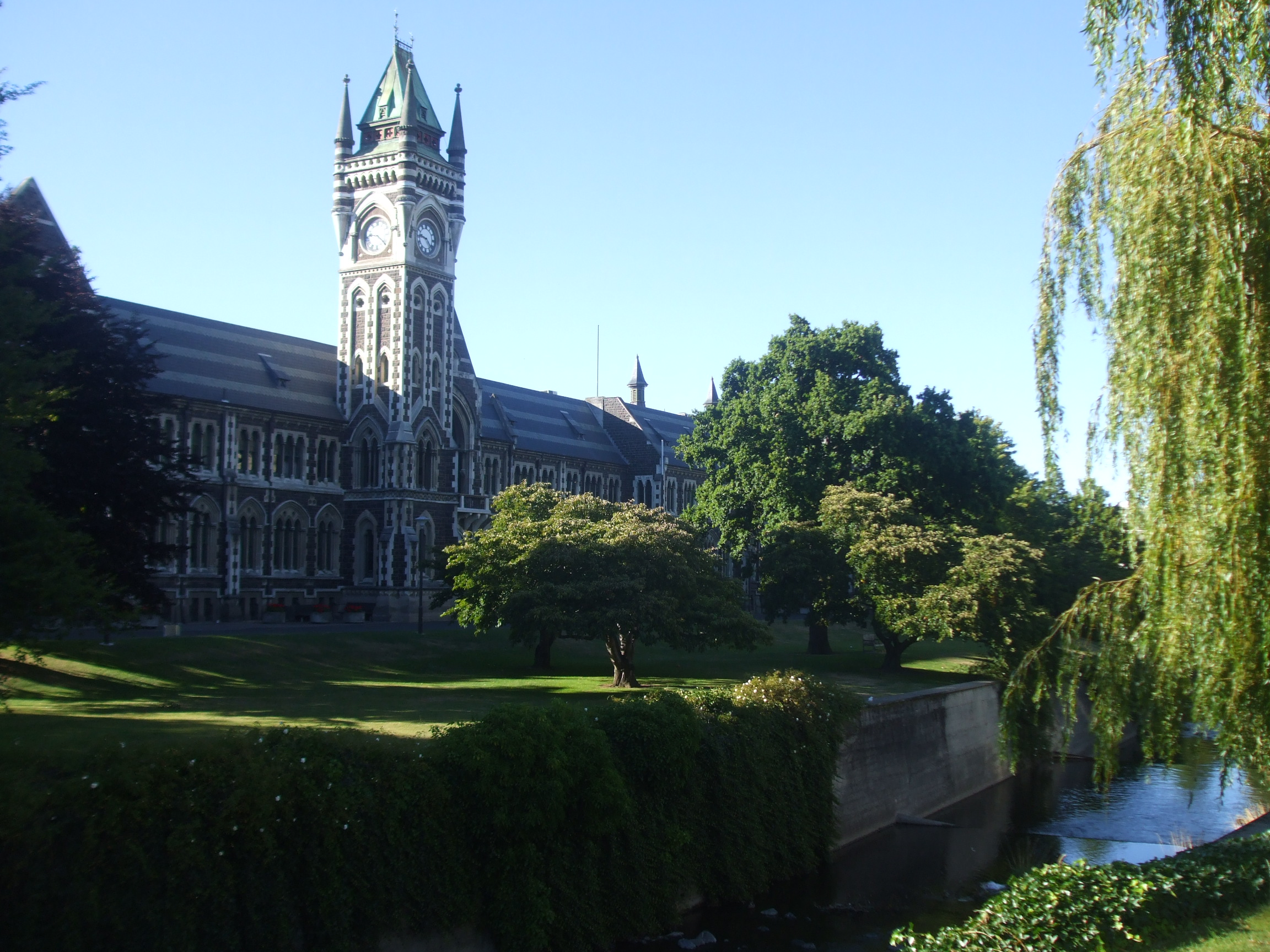
L'edificio della Torre-Orologio dell'University of Otago, all'interno del campus "Dunedin".

L'università più antica della Nuova Zelanda venne fondata nel 1869: si tratta dell'Università di Otago, una delle più importanti del paese.

### Sistema sanitario
Il sistema sanitario è pubblico e gratuito, tranne le visite del medico di base (GP – General Practitioner). Oltre al sistema pubblico esiste quello privato e le assicurazioni private sono abbastanza diffuse. Queste non alterano in alcun modo le prestazioni delle strutture pubbliche, ma per lo più rimborsano le spese delle visite ai GP e le prestazioni presso centri privati.

## Politica
La Nuova Zelanda è una monarchia parlamentare, facente parte del Commonwealth, con a capo il sovrano britannico.

### Costituzione
La Costituzione della Nuova Zelanda (Constitution of New Zealand) si caratterizza dalle leggi e principi che costituiscono il corpo politico del Regno. A differenza di molte altre nazioni, la Nuova Zelanda non dispone di un unico documento costituzionale. Il Constitution Act del 1986 comprende solo una parte della Costituzione peraltro non modificata, insieme a una raccolta di statuti (Atti del Parlamento), al Trattato di Waitangi, alle decisioni dei tribunali, alle convenzioni non scritte, ecc.

### Ordinamento dello stato
Per quanto riguarda il potere esecutivo, il governo della Nuova Zelanda è retto da un governatore generale, nominato dal sovrano, che nomina a sua volta il primo ministro.
Per quanto riguarda il potere legislativo, è invece attribuito a un parlamento unicamerale composto da 120 membri, eletti a suffragio universale diretto per tre anni. Sette seggi sono riservati alla comunità maōri.
Infine il potere giudiziario, potere indipendente espressamente riconosciuto dal Constitution Act del 1986, si divide in 4 livelli di giurisdizione:
- corti distrettuali
- alte corti
- corti d'appello
- corte suprema (cui è affidata la giustizia costituzionale)

#### Capo dello Stato
La Nuova Zelanda è una monarchia parlamentare facente parte del Commonwealth. Il sovrano del Regno Unito di Gran Bretagna e Irlanda del Nord, attualmente Carlo III, è pertanto anche Re della Nuova Zelanda, rappresentato da un Governatore generale.

#### Primo ministro
Il primo ministro della Nuova Zelanda è il capo del governo del Paese e leader del partito o coalizione con la maggioranza nel Parlamento della Nuova Zelanda.
Dal 27 novembre 2023, il primo ministro è Christopher Luxon, del Partito Nazionale della Nuova Zelanda.

#### Parlamento della Nuova Zelanda
Il Parlamento detiene il potere legislativo. Ha una struttura monocamerale, dopo l'abolizione del Consiglio legislativo. È composto dal monarca e dalla Camera dei rappresentanti, composta da 120 eletti con un sistema misto: in parte proporzionale, in parte maggioritario. Si riunisce nella capitale, Wellington.

### Suddivisioni amministrative
I primi coloni europei divisero il paese in province; queste furono abolite nel 1876, anno in cui il governo fu completamente centralizzato. Nel 1989 il governo locale fu completamente riorganizzato e fu instaurato un sistema di governo basato su due livelli: le regioni e le autorità territoriali. La Nuova Zelanda ha 16 regioni (di cui 12 sono governate da un consiglio regionale eletto dal popolo, e 4 governate dalle autorità territoriali) e 74 autorità territoriali 16 delle quali sono distretti urbani, 58 sono distretti rurali ai quali si aggiungono le isole Chatham.
Quattro delle autorità territoriali (una città e tre distretti) e le isole Chatham sono nel contempo delle regioni, sono quindi definite come autorità unitarie. Le autorità territoriali non sono una suddivisione delle regioni, esistono quindi delle autorità territoriali il cui territorio fa parte di più di una regione. Sono dipendenze esterne della Nuova Zelanda, con autonomia interna, le Isole Cook (235 km², 18 000 abitanti), le isole Tokelau (10 km², 2 000 abitanti) e l'isola Niue.
Nella prima tabella è presente l'elenco delle regioni, nella seconda la suddivisione geografica.

* L'asterisco contrassegna le autorità unitarie.
**Il doppio asterisco indica che il dato risale al 2001
| Nome (*)             | Popolazione (2011) | Superficie | Densità | Isola | Capoluogo        |
| -------------------- | ------------------ | ---------- | ------- | ----- | ---------------- |
| Auckland             | 1 486 000          | 5 600      | 303,64  | N     | Auckland         |
| Baia dell'Abbondanza | 277 100            | 12 447     | 22,66   | N     | Tauranga         |
| Canterbury           | 560 700            | 45 346     | 12,36   | S     | Christchurch     |
| Chatham Islands      | 726                | 963 **     | 0,8 **  |       | Waitangi         |
| Gisborne *           | 46 600             | 8 351      | 5,58    | N     | Gisborne         |
| Hawke's Bay          | 155 300            | 14 164     | 11,01   | N     | Napier, Hastings |
| Manawatu-Wanganui    | 232 400            | 22 215     | 10,46   | N     | Palmerston North |
| Marlborough *        | 45 600             | 12 484     | 3,65    | S     | Blenheim         |
| Nelson *             | 46 200             | 445        | 103,82  | S     | Nelson           |
| Northland            | 158 200            | 13 941     | 11,47   | N     | Whangarei        |
| Otago                | 209 900            | 31 990     | 6,72    | S     | Dunedin          |
| Southland            | 94 200             | 34 347     | 2,74    | S     | Invercargill     |
| Taranaki             | 109 700            | 7 273      | 15,12   | N     | New Plymouth     |
| Tasman *             | 48 100             | 9 786      | 4,92    | S     | Richmond         |
| Waikato              | 413 100            | 25 598     | 16,14   | N     | Hamilton         |
| Wellington           | 487 700            | 8 124      | 59,91   | N     | Wellington       |
| West Coast           | 32 900             | 23 336     | 1,41    | S     | Greymouth        |

| Area geografica            | km²     | Abitanti (**) | Densità |
| -------------------------- | ------- | ------------- | ------- |
| Isola del Nord             | 113 729 | 3 287 600     | 22      |
| Isola del Sud              | 151 215 | 1 027 500     | 6       |
| Isole al largo della costa | 833     |               |         |
| Isola Stewart              | 1 746   | 500           | 0,3     |
| Isole Chatham              | 963     | 600           | 0,6     |

## Economia

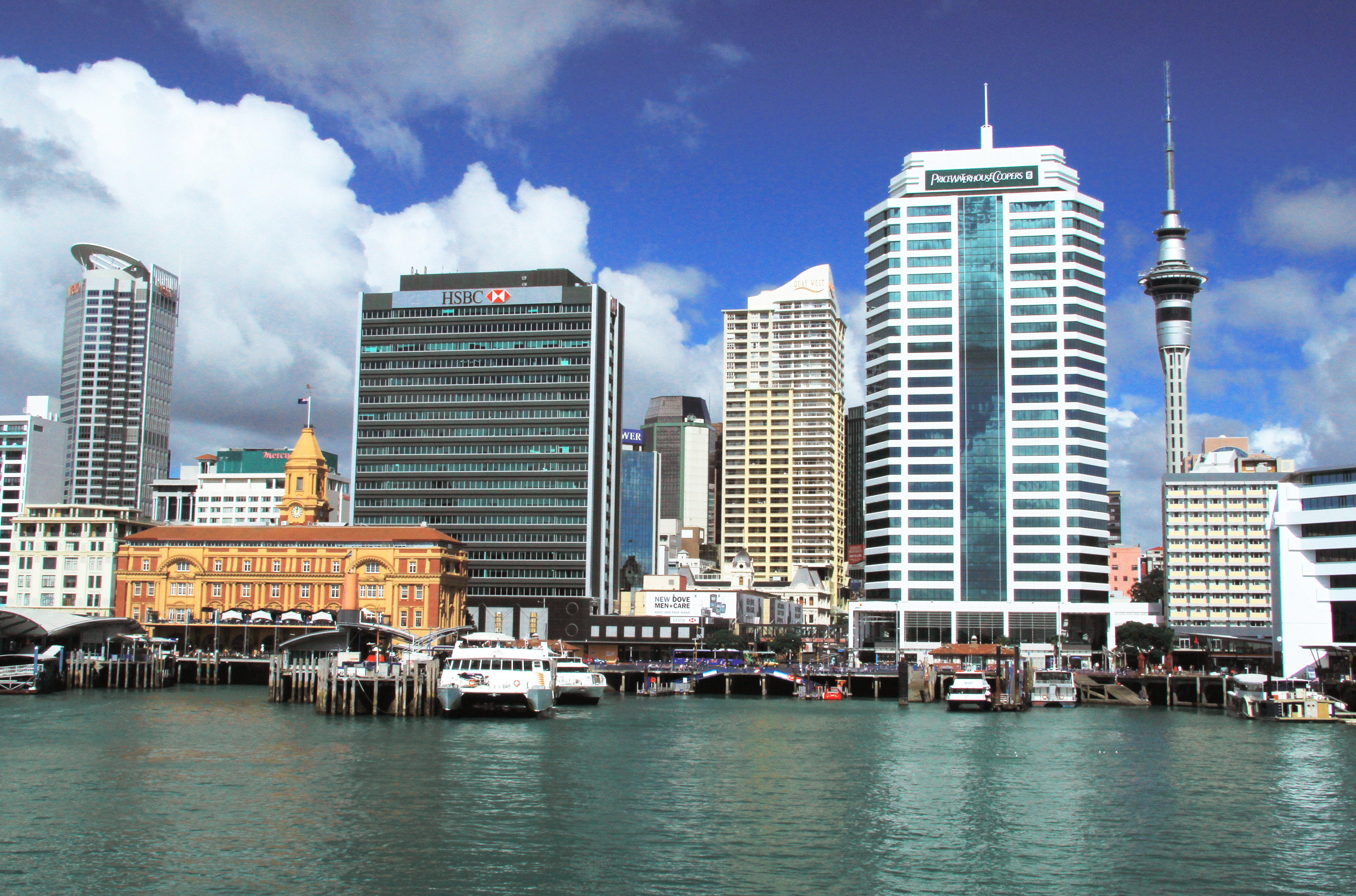
Lungomare lungo l'Auckland CBD, un importante snodo dell'attività economica.

Prodotto Interno Lordo a parità di potere d'acquisto: 185,8 miliardi di $ (63º posto della classifica mondiale) che corrispondono a 29 491 $ pro capite (31º posto della classifica mondiale).

Bilancia dei pagamenti: −5,2 miliardi di $.

Inflazione: 1,6%

Disoccupazione: 6,4%.
La valuta utilizzata in Nuova Zelanda è il dollaro neozelandese.
Dal 1984, diversi governi hanno fatto grandi riforme strutturali, trasformando l'economia protezionista e regolamentata in una liberalizzata e abbracciando il libero scambio. Questi cambiamenti sono conosciuti come Rogernomics e Ruthanasia dal nome dei ministri economici di allora, Roger Douglas e Ruth Richardson. La recessione indotta dal crollo dell'ottobre 1987, unita allo shock delle riforme, ha portato a un aumento della disoccupazione nel paese, che ha raggiunto il 10% della popolazione attiva nei primi anni novanta. Le riforme e un contesto economico regionale molto favorevole hanno permesso all'economia di riprendersi rapidamente durante gli anni novanta, con la disoccupazione che è scesa al 4%. Tuttavia, il PIL pro capite è sceso del 10% rispetto alla media OCSE negli anni novanta e la povertà è aumentata. La Nuova Zelanda è il secondo paese dell'OCSE in cui le disparità di reddito sono aumentate maggiormente dalla seconda metà degli anni ottanta.

## Ambiente

### Flora
Nell'isola del nord le principali forme arboree sono di tipo felciforme. Molto diffuse anche le acacie, in particolare le mimose.

Per proteggere il paese dalla fragilità del suo ecosistema così particolare e irripetibile al mondo, viene attuato un controllo molto forte alla dogana, che adempie al suo compito con grande rigidità, e con gli anni sono stati istituite delle zone a tutela degli animali e della vegetazione dove non è possibile toccare nulla né modificare il paesaggio in alcun modo. La Nuova Zelanda conta infatti un altissimo numero di parchi nazionali, istituiti a partire dal 1887, che al loro interno offrono ai turisti la contemplazione delle meraviglie che racchiudono attraverso i tanti percorsi di trekking, pensati e organizzati proprio per regalare gli scorci migliori e le vedute più spettacolari.
Oltre a queste risorse, la Nuova Zelanda possiede moltissimi parchi forestali, riserve marine e parchi storici e di conservazione che sono in grado di dare una visione a trecentosessanta gradi delle attrazioni culturali e naturali del paese, unico al mondo per il rispetto e la coscienza ecologica che ha sviluppato nel corso degli anni dopo i disastri sfiorati nei secoli scorsi o alcune estinzioni di fauna peculiare causate dalla leggerezza dell'uomo. La rarità e la singolarità che si trovano in questo luogo di alcune specie di animali, soprattutto di uccelli, sono qualcosa di eccezionale che va assolutamente preservato.

### Fauna
L'animale simbolo della Nuova Zelanda è il kiwi, una sorta di uccello preistorico notturno, senza ali, e con un caratteristico becco che utilizza per cercare cibo nel terreno. L'evoluzione ha portato quest'animale a ridursi di dimensioni, diventando grande circa quanto un gatto; tuttavia non sono diminuite le dimensioni delle sue uova che quindi appaiono sproporzionate rispetto al corpo.
In Nuova Zelanda non vi sono specie endemiche di mammiferi. Gli unici mammiferi trovati dai primi māori furono alcuni pipistrelli provenienti probabilmente dall'Australia. I coloni provenienti dall'Australia introdussero una specie di opossum per sfruttarne in termini commerciali la pregiata pelliccia. Tuttavia, il vorace opossum ha sconvolto l'equilibrio faunistico del Paese, causando anche l'estinzione di oltre 1300 specie di uccelli e mettendo a rischio di estinzione lo stesso kiwi, poiché l'opossum ne attacca gli adulti e ne divora le uova. I neozelandesi sono freneticamente attivi nel tentativo di estirpare gli oltre 70 milioni di esemplari di opossum, prima che compromettano ulteriormente l'ecosistema locale. Per questa ragione ogni iniziativa che preveda l'eliminazione fisica degli opossum, viene etichettata in Nuova Zelanda come "ecologica".
Huberia brounii è una specie endemica di formica, tipica della Nuova Zelanda, di difficile osservazione e pertanto poco conosciuta.
Un rapporto del governo pubblicato nel 2019 dice che quasi 4.000 specie in Nuova Zelanda sono minacciate di estinzione. Secondo l'associazione ambientalista. Forest e Bird, questi risultati catastrofici sono dovuti a "decenni di procrastinazione e negazione".

#### Specie alloctone
In Nuova Zelanda, l'uomo ha introdotto diversi animali alloctoni; un classico esempio è la vespa comune (Vespula vulgaris), che si è naturalizzata ed è diventata una specie invasiva. A causa degli inverni miti, alcune colonie di Vespula vulgaris superano l'inverno, dando vita a sciami piuttosto numerosi e nidi molto grandi e pericolosi.

### Parchi
Circa il 30% del territorio è protetto.

Trattati ambientali: Ramsar (protezione zone umide), CITES, Basilea (rifiuti tossici), Protocollo di Montréal (emissioni di CFC), CBD (biodiversità), Protocollo di Kyōto (effetto serra).

## Cultura

### Letteratura

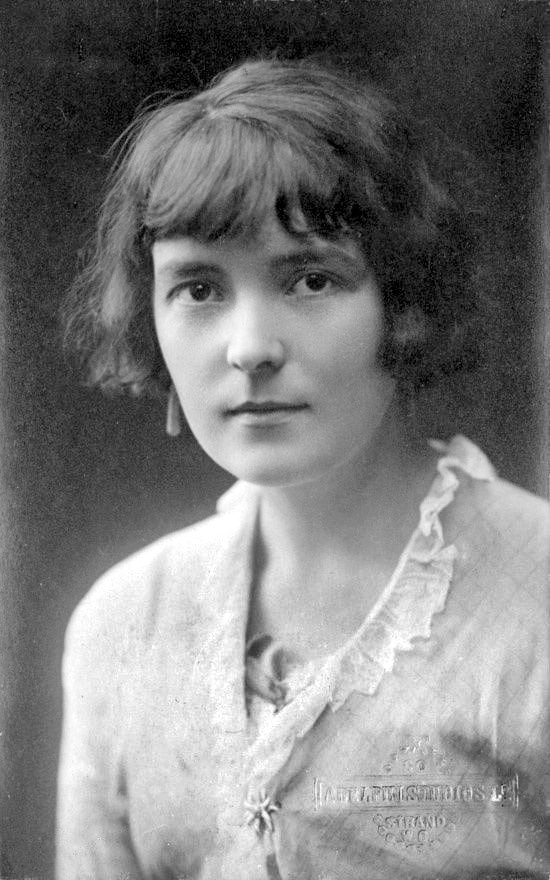
Katherine Mansfield.

Nei confini della Nuova Zelanda e fuori, è aperto il dibattito sull'esistenza di una letteratura neozelandese autoctona e autonoma. Se gli studiosi si trovano concordi sull'esistenza di quest'ultima, non lo sono altrettanto sulla questione di un periodo di primario sviluppo, quindi la discussione è completamente aperta.
Gli stessi scrittori nati e cresciuti in Nuova Zelanda, dato il forte legame con la terra d'origine, tendono a ricondurre la loro opera all'interno di più vasti filoni: paradigmatico l'esempio di Katherine Mansfield, esponente del modernismo e Dan Davin.
Altri, invece, sono convinti dell'esistenza di una salda e forte tradizione letteraria nella Nuova Zelanda, e si ritengono orgogliosamente protagonisti di questo fenomeno: la più importante di tutti è Janet Frame, autrice di famose novelle e romanzi. Altri autori di rilievo sono Frank Sargeson, Witi Ihimaera, Patricia Grace, Rowley Habib e Keri Hulme. Da segnalare anche Ngaio Marsh, importante esponente del filone classico del romanzo poliziesco.
Altrettanto importante è la tradizione poetica, ampiamente rappresentata da figure come James K. Baxter (1926-1972), A.R.D. Fairburn (1904-1957), Sam Hunt (1946-).

### Musica
La Nuova Zelanda, in quanto colonia britannica, subì fortemente l'influenza della musica inglese: nei primi anni sessanta, in seguito alla cosiddetta British Invasion, nacquero moltissimi gruppi che ne imitavano lo stile e il look. Pochissimi di questi conobbero un successo che andasse oltre i confini nazionali, ma contribuirono enormemente a far emergere il neonato panorama musicale neozelandese. Con la diffusione a livello mondiale della musica hard rock, si moltiplicarono gruppi e band che si rifacevano a quel sound; tra questi sicuramenti i più importanti sono gli Human Instinct, il supergruppo blues costituito dal virtuoso della chitarra Billy Te Kahika, formalmente conosciuto come Billy T.K., di origine māori; oppure i Dragon, o gli Hello Sailor. Questi gruppi furono gli aprifila di quella che sarebbe poi diventata una vera e propria esplosione musicale intorno alla metà degli anni settanta, quando incontrarono successo e fama gruppi come gli Split Enz, bandiera del rock nazionale, capitanati dall'eclettico Tim Finn, oppure quella che venne in seguito denominata la scena del Dunedin sound.
Il Dunedin Sound prende diretta ispirazione dalla musica punk giunta in Nuova Zelanda sul finire degli anni settanta influenzata però anche dal sound di gruppi non punk come Velvet Underground o The Stooges; fra gli esponenti più rappresentativi ci furono The Clean, The Bats, The Chills, e in misura minore gruppi come Tall Dwarfs, The Verlaines, This Kind of Punishment o JPS Experience. Nei primi anni ottanta incomincia a nascere anche una scena hip hop, i cui esponenti furono in gran parte di origini maori. In particolare, l'hip hop indigeno māori, assieme a quello polinesiano, ha dato vita a un genere musicale specifico, noto come Urban Pasifika. Sempre nei primi anni ottanta si afferma anche il compositore new age David Parsons. La scena post-rock, noise-rock e psichedelica neozelandese degli anni novanta ha dato i natali a gruppi e artisti commercialmente di nicchia ma molto famosi fra gli appassionati come The Dead C e Roy Montgomery.
Per quanto riguarda il panorama rock neozelandese di inizio millennio, hanno raggiunto una buona notorietà internazionale i gruppi garage rock The Datsuns, e indie pop The Veils e The Brunettes, ma soprattutto la giovanissima cantante pop Lorde che grazie al successo del singolo Royals nel 2013 si afferma fra le artiste di maggior successo a livello mondiale. Lorde detiene anche il record di vendite a livello internazionale fra gli artisti neozelandesi, con oltre 15 milioni di singoli e più di 2 milioni di album venduti.

### Teatro, cinema e televisione
Una peculiarità della Nuova Zelanda sono i magnifici paesaggi, quasi surreali. Infatti, questi paesaggi sono diventati scenari di grandi film fantasy, come ad esempio Il Signore degli Anelli, Le cronache di Narnia e serie televisive come La spada della verità e The Shannara Chronicles.

Nata a Mount Albert (Auckland), Lucy Lawless è un'attrice e cantante neozelandese, celebre per Xena - Principessa guerriera, serie televisiva andata in onda dal 1995 al 2001 e girata in Nuova Zelanda. Neozelandese è anche la giovane attrice Thomasin McKenzie (Wellington), figlia dell'attrice Miranda Harcourt e del videomaker Stuart McKenzie nonché nipote dell'attrice Dame Kate Harcourt; è principalmente nota per i ruoli di Tom in Senza lasciare traccia (Leave No trace), Elsa in Jojo Rabbit, Eloise in Ultima notte a Soho (Last Night In SoHo) ed Eileen in Eileen. Sempre neozelandese è anche la fantasmagorica serie HBO Flight of the Conchords. Grazie alla trilogia de Il Signore degli Anelli di Peter Jackson, lo stato ha visto incrementare fortemente il proprio settore turistico: per questo, a pochi mesi di distanza dall'uscita in sala de Lo Hobbit - Un viaggio inaspettato, la zecca ha annunciato il conio di nuove monete raffiguranti i personaggi di Tolkien, corredate di scritte in rune elfiche, per un valore compreso tra l'1 e i 10 dollari neozelandesi.

Jane Campion, importante regista neozelandese, ha vinto il Leone d’Oro al Festival del Cinema di Venezia e la Palma d'oro al Festival di Cannes 1993 con il film Lezioni di piano, ambientato in Nuova Zelanda alla metà del XIX secolo. Da segnalare inoltre Niki Caro, la regista diventata conosciuta per il film maori La ragazza delle balene (2002).
Il celebre regista canadese James Cameron si è trasferito in Nuova Zelanda per girare i sequel di Avatar.

### Patrimoni dell'umanità
Diversi siti neozelandesi risultano iscritti nella Lista dei patrimoni dell'umanità dell'UNESCO.

### Scienza e tecnologia

#### La nascita della fisica nucleare

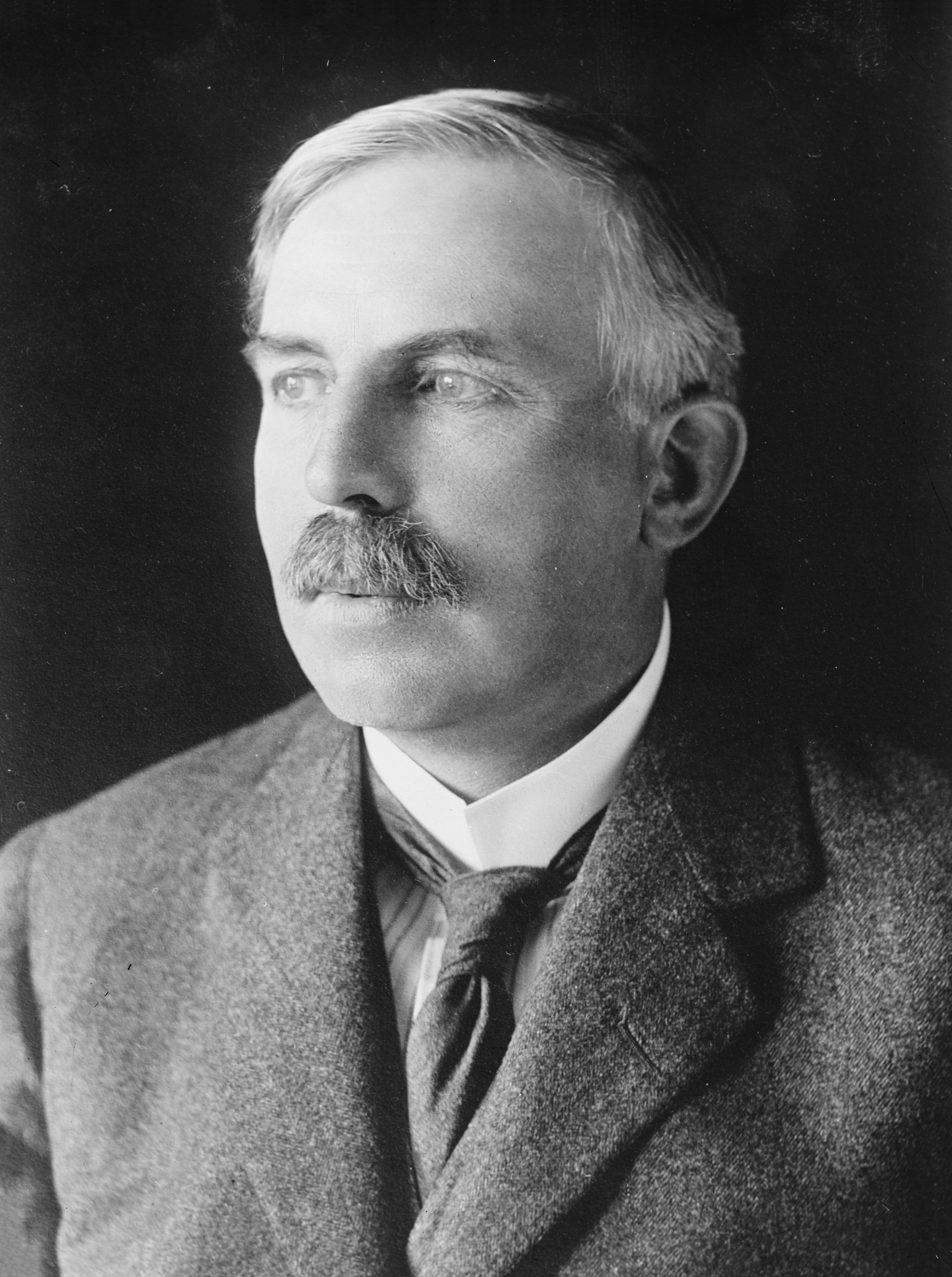
Ernest Rutherford, padre della fisica nucleare.

Uno dei più importanti scienziati neozelandesi fu Ernest Rutherford, Premio Nobel per la chimica nel 1908, considerato il padre della fisica nucleare e in suo onore venne battezzato l'elemento chimico del rutherfordio.

#### Contributi all'aviazione moderna
Nel campo dell'aviazione la Nuova Zelanda si è distinta con Jean Batten, che nel 1936 effettuò il primo volo in solitaria nel tratto che collega l'Inghilterra alla Nuova Zelanda.

#### Missioni spaziali
- 21 gennaio 2018: viene lanciato Humanity Star, il primo satellite neozelandese, con un razzo vettore nazionale, l'Electron.
- 31 maggio 2025: Mark Rocket è il primo neozelandese a viaggiare nello spazio[44]

## Sport

### Rugby

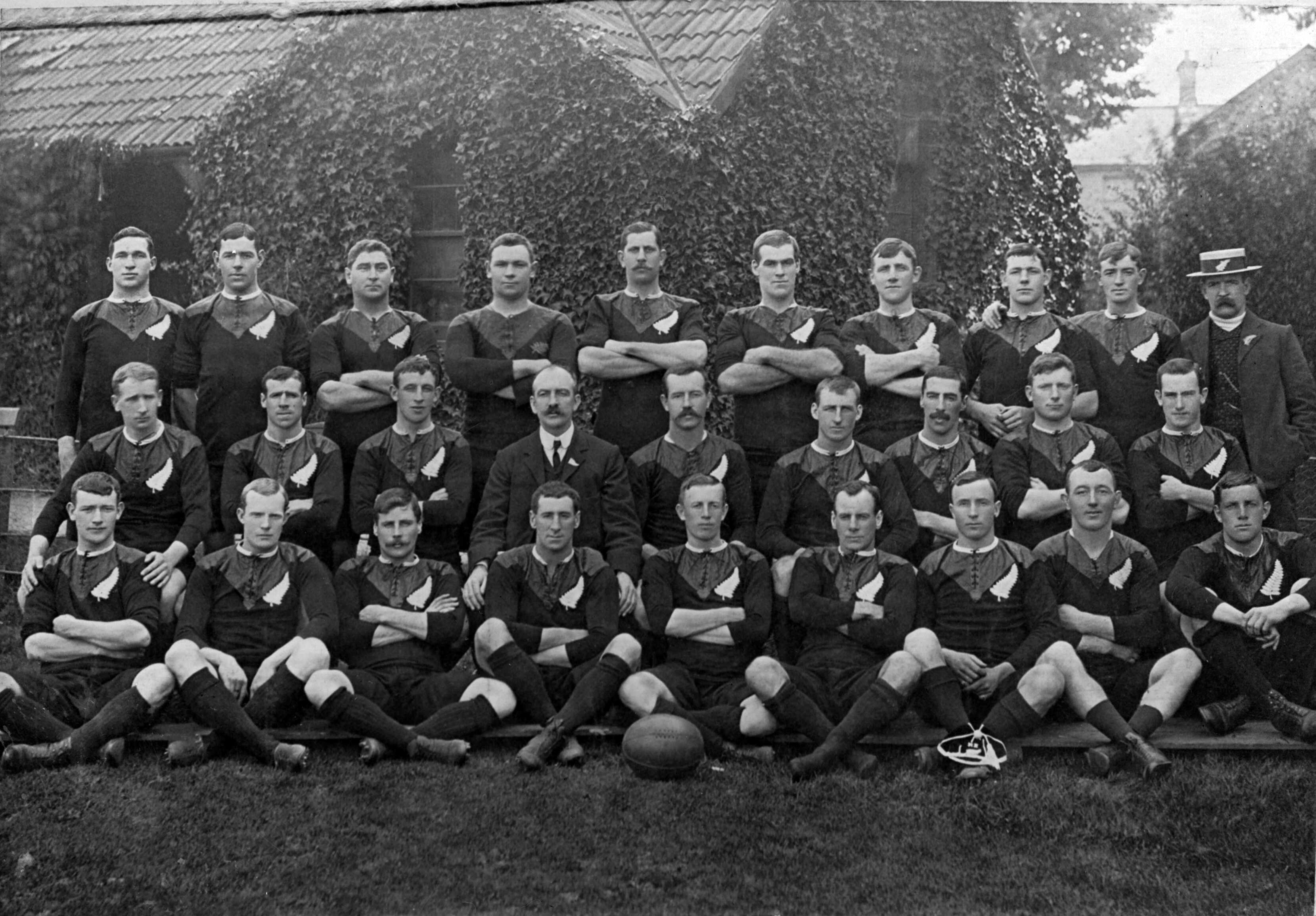
La selezione della Nuova Zelanda del 1905, che fu ribattezzata All Blacks.

Lo sport nazionale della Nuova Zelanda è il rugby a 15. Vi venne importato dal Regno Unito negli anni settanta del XIX secolo e in pochi anni divenne popolarissimo, tanto che nel 1884 la prima nazionale effettuò un tour in Europa e nel 1905, a causa di un refuso di un giornalista inglese dell'epoca, assunse il soprannome di All Blacks, divenuto in seguito un marchio di fabbrica della selezione, e che divenne la base per gli appellativi di altre selezioni sportive del Paese (Black Ferns, la nazionale femminile di rugby; Tall Blacks, la nazionale maschile di pallacanestro; All Whites, la nazionale di calcio; Black Sticks, la nazionale femminile di hockey su prato).
L'attività rugbistica (maschile e femminile) è governata dalla New Zealand Rugby Union; la nazionale maschile vanta tre titoli di campione del mondo (1987, 2011, 2015) e due finali, perse nel 1995 e nel 2023 contro il Sudafrica.

Al pari di quella maschile, anche la nazionale femminile è stata più volte campione del mondo, avendo vinto il titolo nel 1998, 2002, 2006 e 2010, 2022.
L'attività di club è divisa in campionati provinciali, regolati dalle 26 unions provinciali che compongono la federazione nazionale; le rappresentative di queste ultime competono nel campionato nazionale, attualmente diviso in National Provincial Championship, il primo livello, e Heartland Championship. Tra le federazioni provinciali che si sono aggiudicate il maggior numero di titoli figurano quelle di Auckland (16) e Canterbury (11); da segnalare tra le altre federazioni di rilievo quelle di Wellington (4 titoli), Otago e Waikato (2 ciascuna).
Al più alto livello professionistico la Nuova Zelanda ha cinque franchise, espressione di aggregazioni delle varie unions provinciali, che annualmente competono nel Super Rugby, campionato aperto a squadre sudafricane, australiane e, dal 2016, anche argentine e giapponesi; in tale torneo le squadre neozelandesi si sono imposte, fino all'edizione 2016, in 14 occasioni su 21: sette volte con i Crusaders, tre volte con i Blues, due volte con i Chiefs e una volta ciascuno con gli Highlanders e gli Hurricanes, rendendo la Nuova Zelanda l'unica ad aver vinto almeno un'edizione con ogni franchigia.
Tra i giocatori neozelandesi più famosi che la storia di tale sport ricordi, figurano Sir Wilson Whineray, Kevin Skinner, Sir Colin Meads, Graham Mourie, Sean Fitzpatrick, Sir John Kirwan, Jonah Lomu, Richie McCaw e Dan Carter.

### Vela
Negli ultimi 20 anni la Nuova Zelanda si è imposta a livello mondiale anche nella vela e in particolare nella competizione della America's Cup. Nel 1995 il team neozelandese, rappresentate il Royal New Zealand Yacht Squadron, ha vinto la competizione portando il trofeo ad Auckland. Sono state disputate due edizioni della America's Cup in Nuova Zelanda nel 2000 e nel 2003, in quest'ultima l'imbarcazione neozelandese è stata battuta cosicché il trofeo dopo otto anni di permanenza ha lasciato Auckland. Il 26 giugno 2017 il team neozelandese ha riconquistato l'America's Cup nelle acque di Bermuda, la 35ª edizione, sconfiggendo per 7 regate a 1 il defender americano Oracle Team USA. Al passaggio vittorioso dell'imbarcazione kiwi sulla linea del traguardo della nona regata in programma (in quanto i neozelandesi partecipavano con un handicap di un punto dovuto ai precedenti round Robin) una sfida ufficiale al Royal New Zealand Yacht Squadron (il club per il quale gareggia TNZ, la coppa America è formalmente una competizione per yacht club) è stata presentata dal presidente dello Yc Sicilia Agostino Randazzo a nome di Patrizio Bertelli, presente a Bermuda, e del team Luna Rossa.

### Calcio
È in crescita anche la popolarità del calcio. Dal 1970 si gioca un campionato nazionale per club, chiamato NZFC dove le squadre più prestigiose sono l'Auckland City e il Waitakere United, vincitrici di ben quindici edizioni di NZFC e di quindici edizioni della OFC Champions League. La nazionale di calcio è la più titolata del continente, potendo vantare sei trionfi in Coppa d'Oceania. Analogamente, partecipa alle qualificazioni per i Campionati mondiali di calcio nella confederazione oceaniana dell'OFC, dove è riuscita a strappare il pass per la rassegna iridata due volte: nel 1982 e nel 2010, venendo però sempre eliminata al primo turno.

### Motori
Era neozelandese il pilota e fondatore dell'omonimo marchio di automobili sportive e da corsa Bruce McLaren. Tra gli sportivi neozelandesi più importanti, sono da annoverare anche i piloti Denis Hulme, vincitore del Campionato mondiale di Formula 1 nel 1967 e Scott Dixon, vincitore del campionato IRL/IndyCar Series nel 2003, nel 2008, nel 2013, nel 2015, nel 2018 e nel 2020, e vincitore della 500 Miglia di Indianapolis nel 2008. Earl Bamber e Brendon Hartley nel 2017 hanno trionfato insieme nel Campionato del Mondo Endurance e alla 24 Ore di Le Mans con Porsche. Sempre con Porsche, Bamber ha vinto anche l'edizione 2015 della 24 ore di Le Mans, mentre nello stesso anno Hartley ha conquistato il suo primo mondiale Endurance. Da citare anche Nick Cassidy, campione SuperGT nel 2017 e SuperFormula nel 2019, Scott McLaughlin, vincitore delle ultime due edizioni del campionato australiano Supercars, e Liam Lawson, pilota del Red Bull Junior Team e talento promettente nelle categorie minori alla F1. Nel motociclismo lo sportivo neozelandese che si è maggiormente distinto è Hugh Anderson, vincitore di quattro titoli mondiali, due nella classe 50cc (1963 e 1964) e due nella classe 125cc (1963 e 1965). Nel motocross ci sono diversi piloti tra i quali spicca Ben Townley campione del mondo Mx2 nel 2004. Anche nei Rally la Nuova Zelanda ha una figura importante, si tratta del giovane Hayden Paddon, pilota che in forza al team Hyundai si sta facendo notare nel World Rally Championship. Nel 2016 ha vinto il Rally d'Argentina.

### Softball
Altro sport in cui la Nuova Zelanda primeggia è il softball, con ben 6 titoli mondiali vinti fra gli uomini e uno fra le donne.

### Rugby a 7 e Rugby League

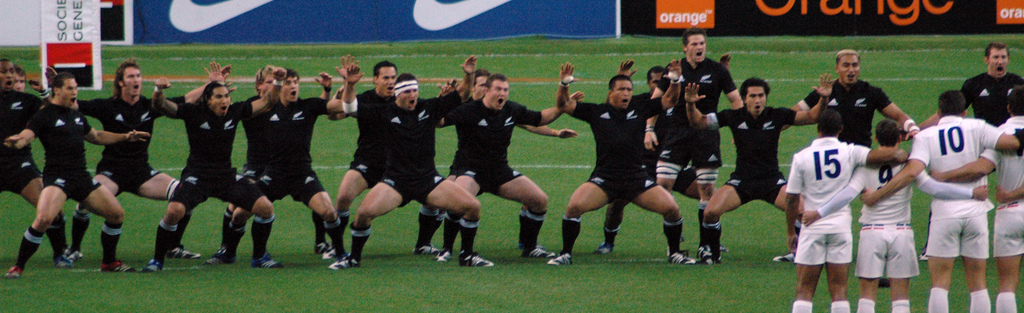
Gli All Blacks danzano l'haka prima di un incontro nel 2006.

Altre discipline sportive di grande importanza sono il rugby a 7 (campione del mondo nel 2001, nel 2013 e 2018) e il Rugby League (campione del mondo nel 2008).

### Canottaggio
Di grande importanza per la Nuova Zelanda è anche il canottaggio; Mahé Drysdale tra gli altri ha ottenuto cinque successi nei campionati mondiali.

### Giochi olimpici
La prima medaglia d'oro olimpica per la Nuova Zelanda fu vinta da Ted Morgan, nel pugilato, ai Giochi olimpici di Amsterdam 1928.
La prima medaglia olimpica per la Nuova Zelanda fu ottenuta nel canottaggio con Clarence Hadfield D'Arcy, medaglia di bronzo ad Anversa 1920.

### Altri sport
Altri sport di rilievo sono il cricket, il polo, il lacrosse e l'hockey su prato. Fra le donne è molto popolare il netball, gioco simile alla pallacanestro. Di ottimo livello anche il ciclismo, in particolare su pista: la Nuova Zelanda ha un'ottima tradizione nell'inseguimento a squadre (sia maschile sia femminile, con medaglie in Coppa del Mondo e olimpiche). Nel mondo degli scacchi spicca il Grande maestro Murray Chandler, affiliato alla Federazione neozelandese di scacchi.

### La prima scalata dell'Everest

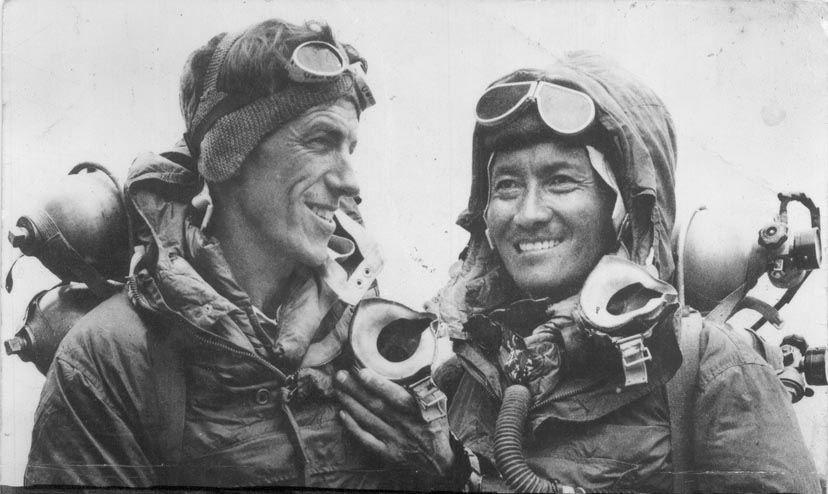
Edmund Hillary e Tenzing Norgay.

L'alpinismo neozelandese può annoverare la figura di Edmund Hillary, che scalò per primo il monte Everest la mattina del 29 Maggio 1953, impresa compiuta assieme allo sherpa Tenzing Norgay.

## Tradizioni

### Gastronomia
La Nuova Zelanda integra nella propria gastronomia, piatti māori, britannici e asiatici. La cucina è influenzata da tutte le etnie che fanno parte della popolazione. Non si può inoltre trascurare un accenno alla vasta scelta di vini, prodotti dalla fiorente attività vitivinicola, in piena ascesa. Le specialità più note possono suddividersi in due famiglie principali: originarie māori e non.
Nella cucina māori i cibi sono solitamente cotti in forni interrati, riempiti opportunamente con brace calda. Vista l'attività geotermica molto diffusa nel paese, anticamente essa veniva sfruttata per la cottura dei cibi. Maiale, pollo, agnello e pecora sono le carni cucinate nell'Hangi, come contorno invece l'immancabile kumara (patata dolce), cipolle, cavolo, patate, carote e zucca. Tutto può essere aggiunto di Taro, una pianta polinesiana, che avvolto conferisce un gradevole gusto piccante.
Le costolette di agnello sono molto diffuse anche nella cucina kiwi non māori e vengono solitamente consumate accompagnate dalla deliziosa salsa di menta.
Un'altra specialità largamente diffusa nel Paese è il Fish and Chips, una tradizione importata dal Regno Unito, ma la disponibilità di altre varietà di pesce rende il F&C neozelandese vagamente diverso al gusto. Solitamente si tratta di dentice.
I mitili giganti di Coromandel sono un altro eccellente piatto da provare. Cucinati solitamente bolliti e aromatizzati, anche con curry.
La parte forse realmente sviluppata in tutta la nazione è quella dei dolci, e in particolare la Pavlova e l'Afghan.
La Pavlova, sulla cui origine per anni c'è stata una discussione con i cugini australiani, è una torta con una base di meringa, spesso coperta con panna e sempre servita con fragole tagliate e kiwi a fettine.
L'Afghan è, invece, un biscotto a base di cioccolato, farina, zucchero e burro di varie misure.

## Ricorrenze nazionali
| Data       | Nome         | Significato                                                                      |
| ---------- | ------------ | -------------------------------------------------------------------------------- |
| 6 febbraio | Waitangi Day | Festa nazionale: nascita della colonia britannica della Nuova Zelanda, nel 1840  |
| 25 aprile  | ANZAC Day    | commemorazione dei soldati australiani e neozelandesi caduti in guerra, nel 1915 |

### Festività
Le festività sono legate principalmente alla cristianità: l'Assunzione, 15 agosto; Tutti i Santi, 1º novembre; l'Immacolata Concezione, 8 dicembre; Natale, 25 dicembre; Santo Stefano, 26 dicembre; Pasqua, in una data mobile.
Le feste pubbliche sono: Capodanno, il 1º gennaio; la Festa del Lavoro che cade nel quarto lunedì di ottobre; la Festa Nazionale, il 6 febbraio.
Festività molto importante inoltre è quella del Sovrano Trooping the Colour

## Inno
La Nuova Zelanda adotta ufficialmente due inni nazionali: God Save the King e God Defend New Zealand.

## Fusi orari
La Nuova Zelanda è situata a UTC+12; fanno eccezione le isole Chatham, poste a est dello Stato, che utilizzano UTC+12:45. Entrambe osservano l'ora legale nei mesi estivi, tra l'ultima domenica di settembre e la prima domenica di aprile, passando rispettivamente a UTC+13 e UTC+13:45.